# VinFast

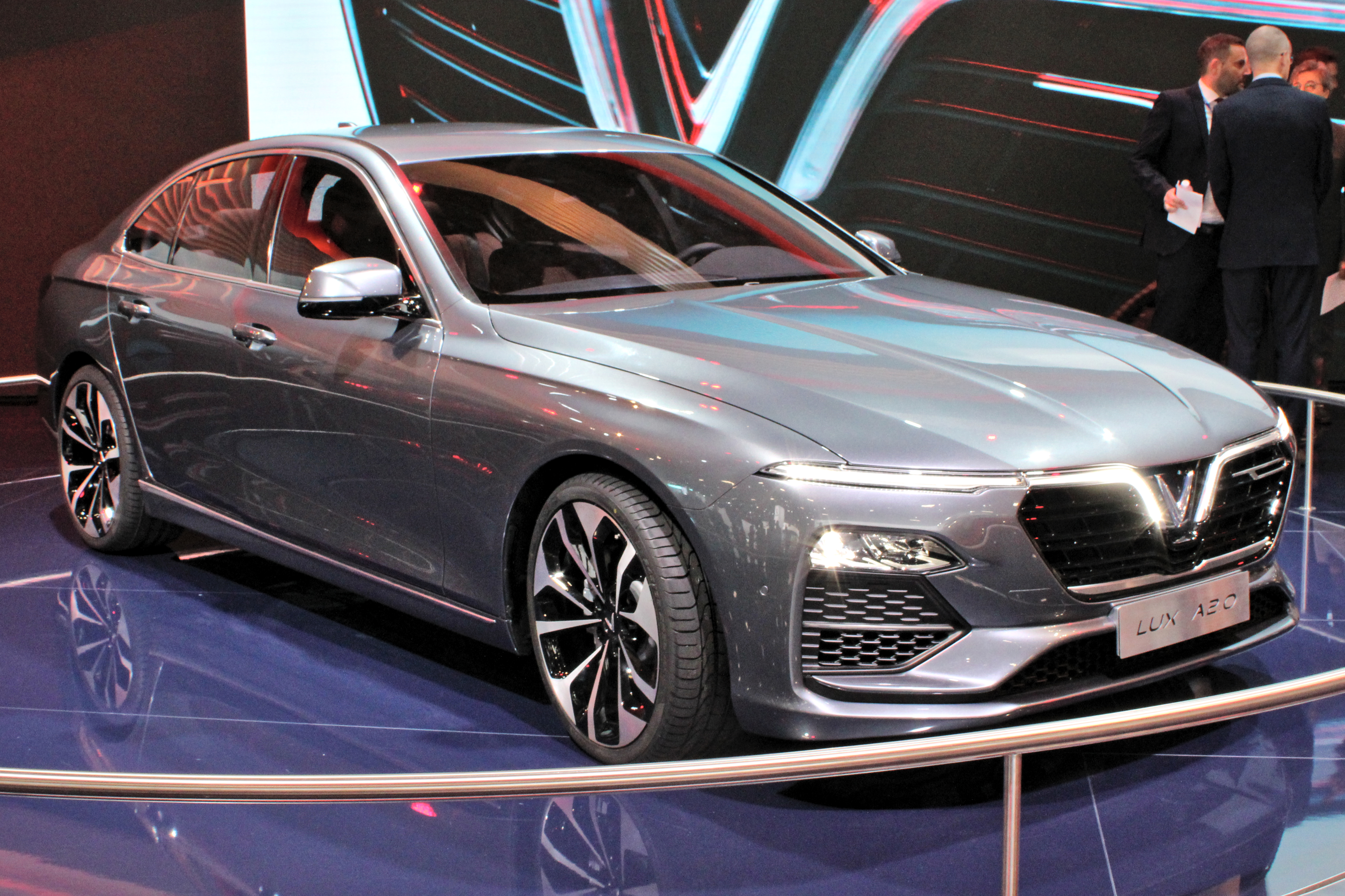
O Vinfast Lux A2.0 baseia-se no BMW 5 Series (F10)

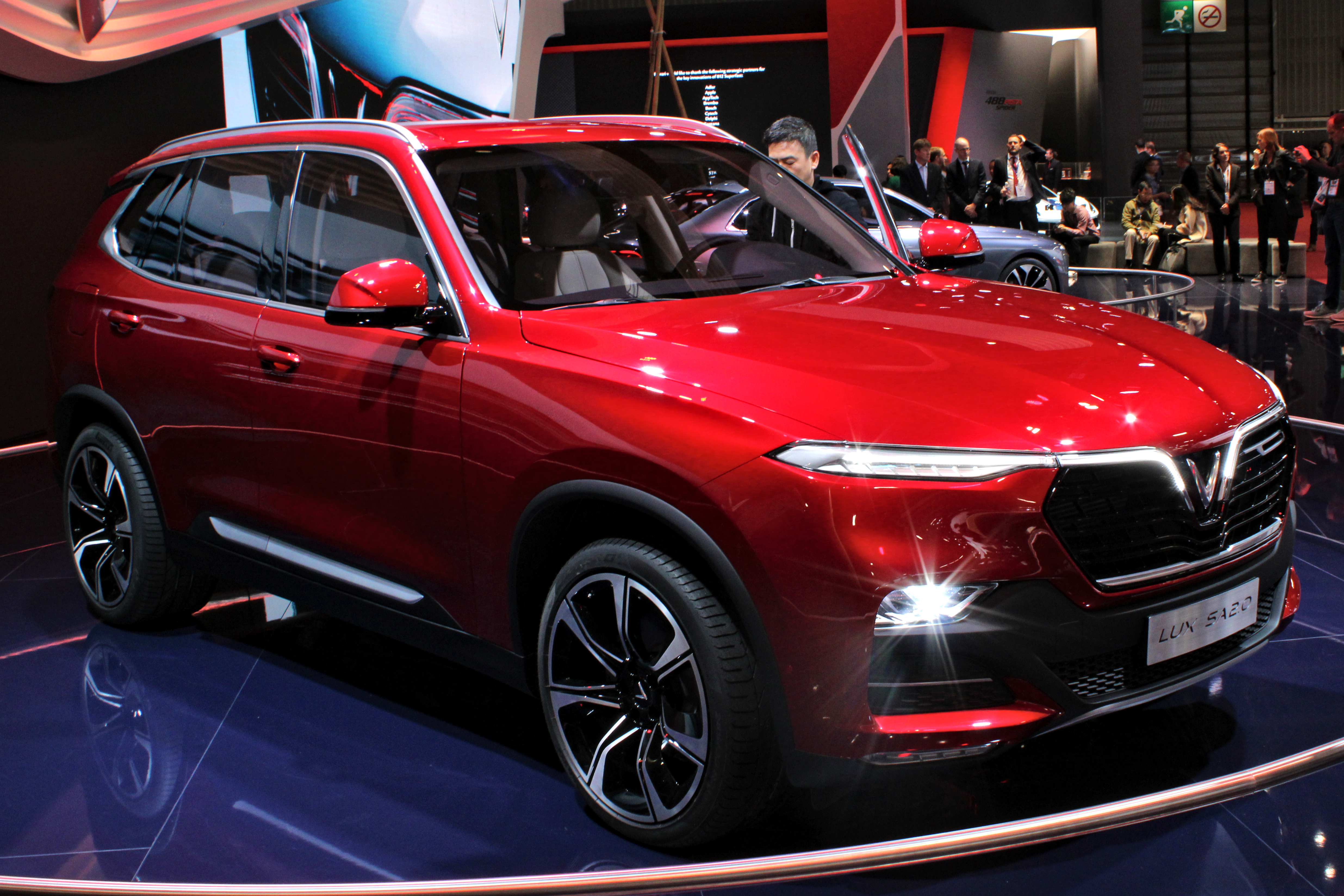
O Vinfast Lux SA2.0 baseia-se no BMW X5 (F15)

A VinFast é uma subsidiária da Vingroup, a maior empresa privada no Vietnã, e possui interesses em vários segmentos do mercado, entre eles varejo, construção, setor imobiliário e educação. A sede é em Hanói, a capital e a fábrica fica em Haifom, 110 km a nordeste de Hanói. Fundada há 25 anos, a Vingroup tem como objetivo se tornar um provedor de primeira linha nos setores de tecnologia, da indústria e de serviços. A VinFast é a primeira marca a ser lançada como parte dessa estratégia. A empresa assinou acordos diversas empresas automobilísticas mundialmente famosas, como BMW, Siemens, General Motors.
As entregas dos primeiros carros da VinFast – um sedan e um SUV – terão início em setembro de 2019, no Vietnã. No momento, a VinFast também desenvolve uma grande variedade de outros veículos, inclusive carros elétricos, veículos urbanos, ônibus elétricos e scooters elétricos. A empresa pretende também exportar seus veículos para mercados internacionais nos próximos anos.

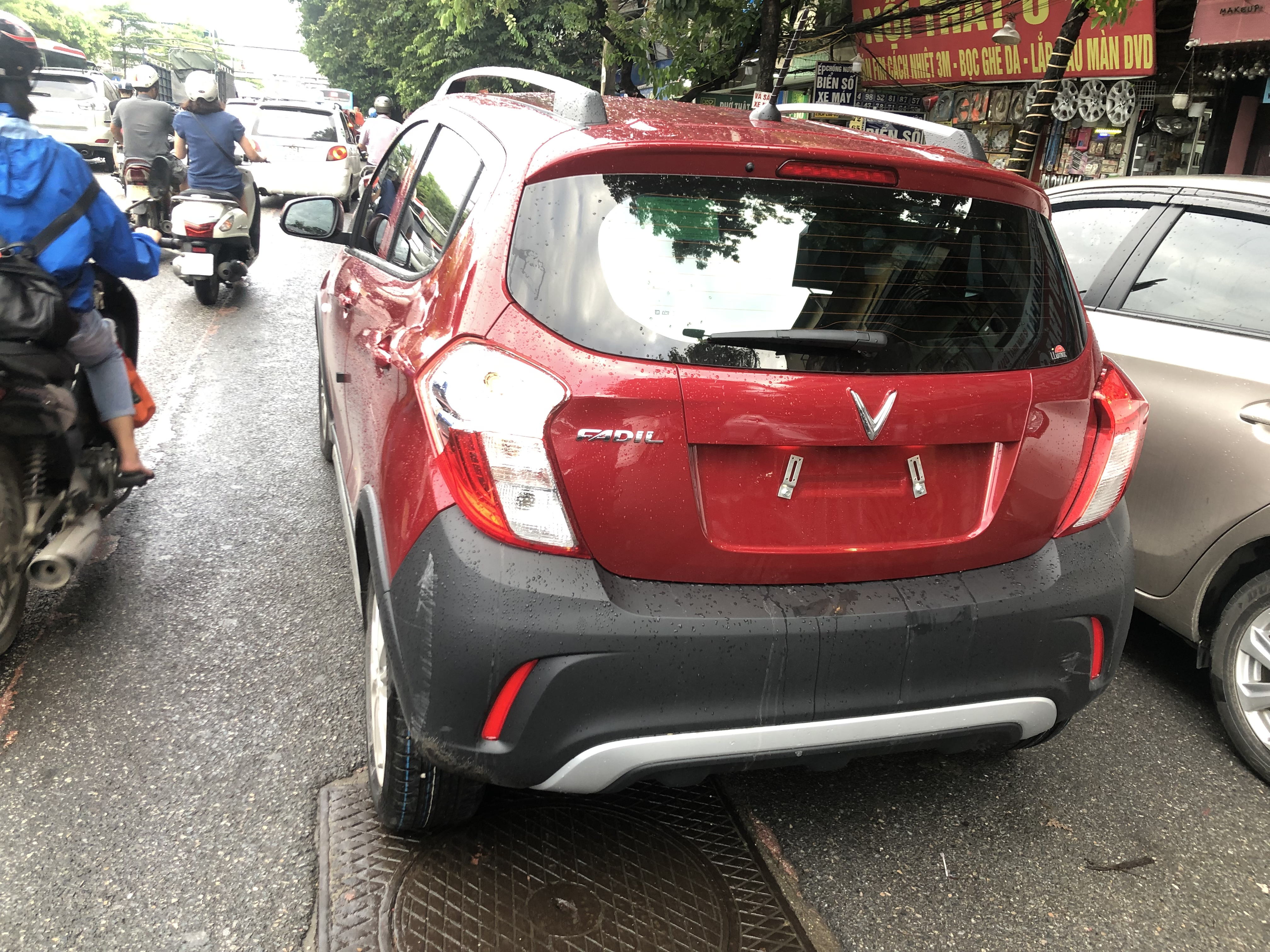
VinFast Fadil red back

Os veículos da VinFast serão fabricados em um complexo industrial moderno com 335 hectares em Cat Hai, Haifom, no Vietnã do Norte.